# Carola Biver
Carola Biver Dávila (6 maggio 1997) è una pallavolista portoricana, nel ruolo di schiacciatrice.

## Carriera

### Club
La carriera di Carola Biver inizia nei tornei scolastici portoricani, giocando per il Nuestra Señora de Belén. In seguito gioca a livello universitario negli Stati Uniti d'America, entrando a far parte del programma della Towson, con cui partecipa alla NCAA Division I dal 2015 al 2017.
Per la stagione 2019 approda alle Changas de Naranjito, dove inizia la carriera professionistica in Liga de Voleibol Superior Femenino, trasferendosi nella stagione seguente alle Valencianas de Juncos. Dopo due annate di inattività, torna in campo nella Liga de Voleibol Superior Femenino 2023 sempre con le Valencianas de Juncos.